# Herbert Henniker Heaton
Sir Herbert Henniker Heaton,  KCMG (* 9. Februar 1880; † 24. Januar 1961) war ein britischer Kolonialadministrator, der unter anderem zwischen 1935 und 1941 Gouverneur der Falklandinseln war.

## Leben
Herbert Henniker Heaton war der dritte Sohn des Politikers Sir John Henniker-Heaton, 1. Baronet (1848–1914), der von 1885 bis 1910 Mitglied des Unterhauses war und 1912 zum Baronet, of Mundarrah Towers, erhoben wurde, aus dessen Ehe mit Rose Bennett. Er selbst absolvierte nach dem Besuch des Eton College ein Studium am New College der University of Oxford und trat im Anschluss 1902 in den Dienst des Kolonialministeriums (Colonial Office). Er fand in den folgenden Jahren zahlreiche Verwendungen im Kolonialverwaltungsdienst und wurde 1917 Nachfolger von William Telfer Campbell Kolonialsekretär in Gambia und verblieb auf diesem Posten bis zu seiner Ablösung durch Charles Rufus Marshall Workman 1921. In dieser Funktion war er nach der Abberufung von Sir Edward John Cameron 1920 bis zum Amtsantritt von Cecil Hamilton Armitage am 3. Januar 1921 auch kommissarischer Gouverneur von Britisch-Gambia.
1925 übernahm Herbert Henniker Heaton von Henry Monck-Mason Moore den Posten als Kolonialsekretär von Bermuda und bekleidete dieses Amt bis 1929, woraufhin Edward Walter Evans seine Nachfolge antrat. Für seine Verdienste wurde er 1928 zum Companion des Order of St Michael and St George (CMG) ernannt. 1929 wurde er Nachfolger von Reginald P. Nicholson als Kolonialsekretär der Kronkolonie Zypern und hatte dieses Amt bis zu seiner Ablösung durch William Denis Battershill 1934 inne. In dieser Funktion war er nach der Abberufung von Sir Edward Stubbs bis zum Amtsantritt von Sir Richmond Palmer vom 9. bis zum 21. Dezember 1933 auch kommissarischer Gouverneur von Zypern.
Als Nachfolger von Sir James O’Grady übernahm er Ende 1934 / Anfang 1935 das Amt des Gouverneur der Falklandinseln. Auf diesem Posten verblieb er bis 1941 und wurde daraufhin von Allan Wolsey Cardinall abgelöst. Für seine Verdienste wurde er am 1. Februar 1937 als Knight Commander des Order of St Michael and St George (KCMG) nobilitiert, wodurch er fortan den Namenszusatz „Sir“ trug.